# Konau bei Braudel
Der Konau bei Braudel ist ein Landschaftsschutzgebiet im niedersächsischen Flecken Clenze in der Samtgemeinde Lüchow (Wendland) im Landkreis Lüchow-Dannenberg.
Das Landschaftsschutzgebiet mit dem Kennzeichen LSG DAN 032 ist rund 46 Hektar groß. Es ist deckungsgleich mit dem gleichnamigen FFH-Gebiet. Es ist größtenteils vom Landschaftsschutzgebiet „Elbhöhen–Drawehn“ umgeben, das teilweise im Landschaftsschutzgebiet „Konau bei Brauel“ aufgegangen ist. Nach Süden grenzt es an eine Teilfläche des Vogelschutzgebietes „Drawehn“. Das Landschaftsschutzgebiet wurde zum 21. Februar 2019 ausgewiesen. Zuständige untere Naturschutzbehörde ist der Landkreis Lüchow-Dannenberg.
Das Landschaftsschutzgebiet liegt in etwa zwischen Uelzen und Lüchow (Wendland) am Rand des Naturparks Wendland.Elbe. Es stellt einen Teil des in der Ostheide und auf dem Drawehn-Höhenzug liegenden Waldes „Konau“ unter Schutz. Dieser wird hier von einem alten Eichenmischwald aus Stiel- und Traubeneichen gebildet. Dazu gesellen sich Sandbirke, Zitterpappel und Eberesche. In der Krautschicht sind u. a. Heidelbeere und Pfeifengras zu finden. Stellenweise stockt Hainsimsen-Buchenwald. Dazwischen sind auch naturferne Nadelwaldbestände aus Fichten, Lärchen und Douglasien zu finden, die zu Mischwäldern entwickelt werden sollen.
Der Wald verfügt über einen hohen Anteil an Alt- und Totholz. Er hat eine hohe Bedeutung als Lebensraum verschiedener Fledermaus- und Vogelarten.
Das Naturschutzgebiet ist überwiegend von weiteren Waldflächen umgeben. Im Westen und Süden grenzt es stellenweise an landwirtschaftliche Nutzflächen.